# Gallaba duplicata
Gallaba duplicata är en fjärilsart som beskrevs av Walker 1865. Gallaba duplicata ingår i släktet Gallaba och familjen tandspinnare. Inga underarter finns listade i Catalogue of Life.